# Sainte-Marie-d'Attez
Sainte-Marie-d'Attez is een landelijke gemeente in het Franse departement Eure (regio Normandië). De plaats maakt deel uit van het arrondissement Bernay. Sainte-Marie-d'Attez is op 1 januari 2016 ontstaan door de fusie van de gemeenten Dame-Marie, Saint-Nicolas-d'Attez en Saint-Ouen-d'Attez. De gemeente telde 579 inwoners op 1 januari 2022.

## Geografie
De oppervlakte van Sainte-Marie-d'Attez bedroeg op 1 januari 2022 26,04 vierkante kilometer; de bevolkingsdichtheid was toen 22,2 inwoners per km².

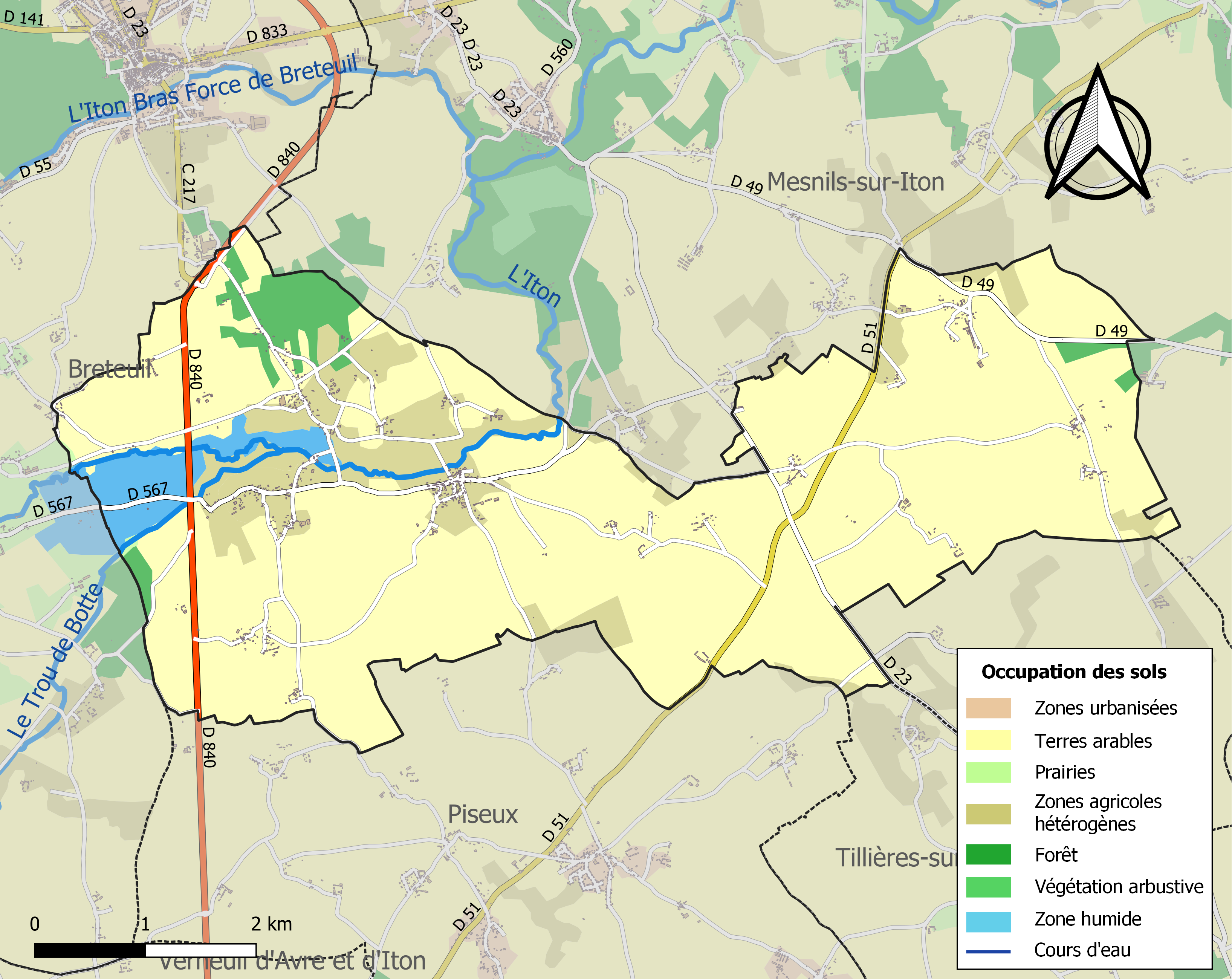
Kaart van de gemeente met belangrijkste infrastructuur, bodemgebruik en omliggende gemeenten